# 轟夕起夫
轟 夕起夫（とどろき ゆきお 1963年5月8日 - ）は、日本の映画ライター、映画評論家。東京・蒲田生まれ。ペンネームは女優轟夕起子に由来。映画などのライターの真田仁平（平田真人）は弟。

## 著書

### 単著
- 映画監督になる15の方法 轟夕起夫 著 洋泉社 2001
- 轟夕起夫の映画あばれ火祭り 轟夕起夫 著 河出書房新社 2002

### 共著・編著
- The Red book : 闘うレッズ12番目の選手たち クレイジー・コールズ&轟夕起夫 著 大栄出版 1994
- 青春アドレナリン映画! (ダ・ヴィンチ特別編集 (3)) 別冊ダヴィンチ編集部 (編集) メディアファクトリー 2003
- 時効警察オフィシャル本 テレビ朝日『時効警察』スタッフ 監修,轟夕起夫, 村々田知樹 取材・文 太田出版 2006
- 清/順/映/画 鈴木清順 述,磯田勉, 轟夕起夫 編 ワイズ出版 2006
- 帰ってきた時効警察オフィシャル本 テレビ朝日『帰ってきた時効警察』スタッフ (監修, 監修) 太田出版　2007
- 好き勝手夏木陽介 : スタアの時代 轟夕起夫 編著 講談社 2010
- 映画監督が選ぶ名画3本立てプログラム 三つ数えろ! 「DVD&ブルーレイでーた」 (編集) エンターブレイン 2012
- 伝説の映画美術監督たち×種田陽平 種田陽平 , 金原由佳 , 轟夕起夫 スペースシャワーブックス　2014
- 寅さん語録 轟夕起夫 イソガイマサト ぴあ 2017